# Communauté de communes du Seronnais 117
La communauté de communes du Séronais 117 est une ancienne communauté de communes française, située dans le département de l'Ariège et la région Occitanie. Créée en 1993, elle a fusionné au 1er janvier 2017 avec les intercommunalités de l'Agglomération de Saint-Girons, du Bas Couserans, du Canton de Massat, du Canton d'Oust, du Castillonais, de Val'Couserans et du Volvestre Ariégeois pour former la Communauté de communes Couserans - Pyrénées.

## Communes
À sa disparition, la communauté de communes du Seronnais 117 était composée de 15 communes.
| Nom                         | Code Insee | Gentilé              | Superficie (km2) | Population (dernière pop. légale) | Densité (hab./km2) |
| --------------------------- | ---------- | -------------------- | ---------------- | --------------------------------- | ------------------ |
| La Bastide-de-Sérou (siège) | 09042      | Bastidiens           | 43,62            | 960 (2014)                        | 22                 |
| Allières                    | 09007      | Alliérasois          | 9,10             | 71 (2014)                         | 7,8                |
| Alzen                       | 09009      | Alzenois             | 17,87            | 237 (2014)                        | 13                 |
| Cadarcet                    | 09071      | Cadarcetois          | 11,01            | 233 (2014)                        | 21                 |
| Castelnau-Durban            | 09082      | Castelnau-Durbannais | 13,18            | 450 (2014)                        | 34                 |
| Durban-sur-Arize            | 09108      | Durbanais            | 6,75             | 172 (2014)                        | 25                 |
| Esplas-de-Sérou             | 09118      | Esplasais            | 34,13            | 168 (2014)                        | 4,9                |
| Larbont                     | 09154      | Larbontais           | 6,17             | 47 (2014)                         | 7,6                |
| Montagagne                  | 09196      | Montagagnais         | 7,06             | 62 (2014)                         | 8,8                |
| Montels                     | 09203      | Montélois            | 3,73             | 159 (2014)                        | 43                 |
| Montseron                   | 09212      | Montseronais         | 8,88             | 82 (2014)                         | 9,2                |
| Nescus                      | 09216      | Nescuséens           | 3,00             | 62 (2014)                         | 21                 |
| Rimont                      | 09246      | Rimontais            | 28,40            | 534 (2014)                        | 19                 |
| Sentenac-de-Sérou           | 09292      | Sentenacois          | 13,53            | 38 (2014)                         | 2,8                |
| Suzan                       | 09304      | Suzanois             | 3,05             | 22 (2014)                         | 7,2                |